# Pseudodiaptomus australiensis
Pseudodiaptomus australiensis is een eenoogkreeftjessoort uit de familie van de Pseudodiaptomidae. De wetenschappelijke naam van de soort is voor het eerst geldig gepubliceerd in 1987 door Walter.